# 錫德拉
錫德拉（西班牙語：Cidra）是波多黎各的城鎮，位於該島中東部，面積94平方公里，主要經濟活動有農業和醫藥業，每年平均降雨量63英寸，2010年人口43,480，人口密度每平方公里460人。

## 外部連結
- Welcome to Puerto Rico Cidra （页面存档备份，存于）